# Patrick Kerney
Patrick Manning Kerney (* 30. Dezember 1976 in Trenton, New Jersey) ist ein ehemaliger US-amerikanischer American-Football-Spieler auf der Position des Defensive Ends. In seiner Karriere spielte er elf Jahre für die Atlanta Falcons und die Seattle Seahawks in der National Football League (NFL).

## Frühe Jahre
Kerney ging in Watertown, Connecticut, auf die Highschool. Später besuchte er die University of Virginia, wo er für das Collegefootballteam in drei Jahren 127 Tackles und 24 Sacks erzielte.

## NFL

### Atlanta Falcons
Patrick Kerney wurde im NFL-Draft 1999 in der ersten Runde an 30. Stelle von den Atlanta Falcons ausgewählt. In seinem ersten Jahr in der NFL erzielte er 25 Tackles und 2,5 Sacks für die Falcons. Zwei Jahre, in der Saison 2001 später erzielte er 12 Sacks. Anfang 2002 unterschrieb Kerney einen Sieben-Jahres-Vertrag bei den Falcons. Nach der Saison 2004 wurde Kerney zum ersten Mal in den Pro Bowl gewählt, nachdem er in der Saison 13 Sacks erzielte und acht Pässe verhinderte. Am neunten Spieltag der 2006er Saison verletzte sich Kerney, so dass er für den Rest der Spielzeit auf der Injured Reserve List verbrachte.

### Seattle Seahawks
Am 23. Februar 2007 nutzte Kerney eine Klausel in seinem Vertrag bei den Falcons aus, um bei den Seattle Seahawks eine Sechs-Jahres-Vertrag zu unterschreiben. In seiner ersten Saison bei den Seahawks erzielte er seine Karrierebestwert von 14,5 Sacks und wurde zum zweiten Mal in den Pro Bowl gewählt. Das Pro-Bowl-Spiel verpasste er auf Grund einer Schulterverletzung. Am 13. April 2010 gab er sein Karriereende bekannt.

## Persönliches
Kerney hat vier Schwestern und einen Bruder, der verstarb als Patrick noch klein war. Er ist verheiratet mit der ehemaligen Sportreporterin Lisa Kerney, mit ihr hat er vier Kinder.